# Hiéroglyphe égyptien S37
Pour les articles homonymes, voir Éventail (homonymie).
L'éventail, en hiéroglyphes égyptiens, est classifié dans la section S « Couronnes, vêtements, sceptres, etc. » de la liste de Gardiner ; il y est noté S37.

## Représentation
Il représente éventail à main composé d'un manche et d'une plume d'autruche. Il est translittéré ḫw.

## Utilisation
| S37 | / | x · D43 | w | S37 |

| S37 | / | x · D43 | w | S37 |